# Ni una más
"Ni una más" es una miniserie española de drama adolescente, creada por José Manuel Lorenzo y  Miguel Sáez Carral para Netflix, basada en la novela homónima de Sáez Carral.

## Trama
Unos días antes de la semana de exámenes finales de segundo de bachillerato, Alma, una chica rebelde, conflictiva, mala estudiante y con baja autoestima. Greta y Nata son sus dos mejores amigas; se conocen desde pequeñas. 
Un día, extiende frente a la fachada de su instituto una tela blanca donde la noche anterior ha escrito en grandes letras de color rojo: “Cuidado. Ahí dentro se esconde un violador”. ¿Cómo y cuándo ha sucedido esa agresión ? ¿Quién es ese agresor? ¿Quién es la víctima? ¿Es verdad lo que denuncia Alma o es mentira? Para averiguar las respuestas a estas preguntas hay que viajar cinco meses atrás en el tiempo. Ahí es donde comienza esta historia.

## Reparto de personajes

### Principal
- Nicole Wallace como Alma / Coleman Miller
- Clara Galle como Greta
- Aïcha Villaverde como Natacha "Nata"
- Teresa de Mera como Berta

### Secundario
- Gabriel Guevara como Alberto Gaspar
- José Pastor como David
- Daniel de Lorenzo como Hernán
- Ruth Díaz como Verónica "Vero"
- Eloy Azorín como Pablo
- Sara Rivero como Mercedes "Mer" (Episodio 2 - Episodio 8)

con la colaboración especial de
- Iván Massagué como Juan López Sánchez

### Recurrente
- Melías Jesús como Jota (Episodio 1 - Episodio 2; Episodio 5; Episodio 7)
- Fernando Barona como Kevin (Episodio 1 - Episodio 2; Episodio 5; Episodio 7)
- Malva Vela como Susana (Episodio 1 - Episodio 2; Episodio 4 - Episodio 8)
- Rafa Álamos como ? (Episodio 1 - Episodio 2; Episodio 4 - Episodio 8)
- Sami Gómez como Christian
- Mario Domínguez como Pablo (Episodio 1 - Episodio 7)
- Natalie Pinot como Madre de Berta (Episodio 1 - Episodio 2; Episodio 4; Episodio 6 - Episodio 8)
- Sonia Gómez como ? (Episodio 1 - Episodio 2; Episodio 4; Episodio 7 - Episodio 8)
- Bárbara Romer como ? (Episodio 1 - Episodio 2; Episodio 4; Episodio 7 - Episodio 8)
- Carolina Lapausa como ? (Episodio 1; Episodio 3; Episodio 6 - Episodio 8)
- Tatiana Astengo como Andrea (Episodio 1; Episodio 5 - Episodio 8)
- Alberto Berzal como Padre de Greta (Episodio 1; Episodio 3; Episodio 6)
- Elsa Chaves como Madre de Greta (Episodio 1; Episodio 3; Episodio 6)
- Limin Chen Chen como Mai (Episodio 1; Episodio 3 - Episodio 8)
- Irene Anula como Madre de Nata (Episodio 2; Episodio 4 - Episodio 7)
- Toni Gómez como ? (Episodio 2; Episodio 5 - Episodio 6)
- Carlos Llama como ? (Episodio 2; Episodio 5 - Episodio 6)
- Shiara Fernández como Bambi (episodio 7 y episodio 8)

## Episodios
| N.º | Título                            | Dirigido por  | Escrito por        | Fecha de lanzamiento original |
| --- | --------------------------------- | ------------- | ------------------ | ----------------------------- |
| 1   | «Piloto»                          | Eduard Cortés | Miguel Sáez Carral | 31 de mayo de 2024            |
| 2   | «Zona cero»                       | Eduard Cortés | Miguel Sáez Carral | 31 de mayo de 2024            |
| 3   | «Yo sí te creo, hermana»          | David Ulloa   | Isa Sánchez        | 31 de mayo de 2024            |
| 4   | «A**hole Baby»                    | David Ulloa   | Miguel Sáez Carral | 31 de mayo de 2024            |
| 5   | «8M»                              | Marta Font    | Isa Sánchez        | 31 de mayo de 2024            |
| 6   | «Berta»                           | Marta Font    | Miguel Sáez Carral | 31 de mayo de 2024            |
| 7   | «Cómo cazar a un agresor escolar» | Eduard Cortés | Isa Sánchez        | 31 de mayo de 2024            |
| 8   | «A sangre o lágrimas»             | Eduard Cortés | Miguel Sáez Carral | 31 de mayo de 2024            |

## Producción
Netflix ha anunciado el jueves 22 de septiembre de 2022 un nuevo proyecto, Ni una más, un drama adolescente basado en la novela de Miguel Sáez Carral, protagonizado por Nicole Wallace (Alma) y Clara Galle (Greta) y producida por DLO Producciones. El rodaje comenzará en octubre y se alargará varias semanas en diferentes localizaciones de Madrid.